# Dumitrești (gmina w okręgu Vrancea)
Dumitrești – gmina w Rumunii, w okręgu Vrancea. Obejmuje miejscowości Biceștii de Jos, Biceștii de Sus, Blidari, Dumitrești, Dumitreștii de Sus, Dumitreștii-Față, Găloiești, Lăstuni, Lupoaia, Motnău, Poienița, Roșcari, Siminoc, Tinoasa, Trestia i Valea Mică. W 2011 roku liczyła 4602 mieszkańców.